# Kościół św. Anny w Szczańcu
Kościół pw. św. Anny w Szczańcu – katolicka świątynia pełniąca funkcję kościoła parafialnego parafii pw św. Anny w Szczańcu, dekanatu Świebodzin – Miłosierdzia Bożego, diecezji zielonogórsko-gorzowskiej, metropolii szczecińsko-kamieńskiej, zlokalizowana w Szczańcu, w gminie Szczaniec, w powiecie świebodzińskim, w woj. lubuskim.

## Architektura
Kościół został zbudowany w 1570, do 1945 był w rękach ewangelików. Budowla została wzniesiona w stylu gotyckim, wielokrotnie przebudowywana, po pożarze z 1825 roku odbudowana świątynia nabrała cech neogotyckich. Wewnątrz ciekawe detale: witraże okienne, rzeźby ścienne, freski, poza tym dwupoziomowa empora organowa oraz gotyckie sklepienia sieciowe. Kościół posiada jedną nawę oraz wysmukłą wieżę zwieńczoną dachem hełmowym. Funkcję kościoła katolickiego świątynia przyjęła po wojnie, powodem był odpływ protestanckiej społeczności ze Szczańca. Pierwszym proboszczem po 1945 roku był ks. Piotr Zawora.
Począwszy od 1976 roku posługę duszpasterską w kościele pełnią salezjanie.

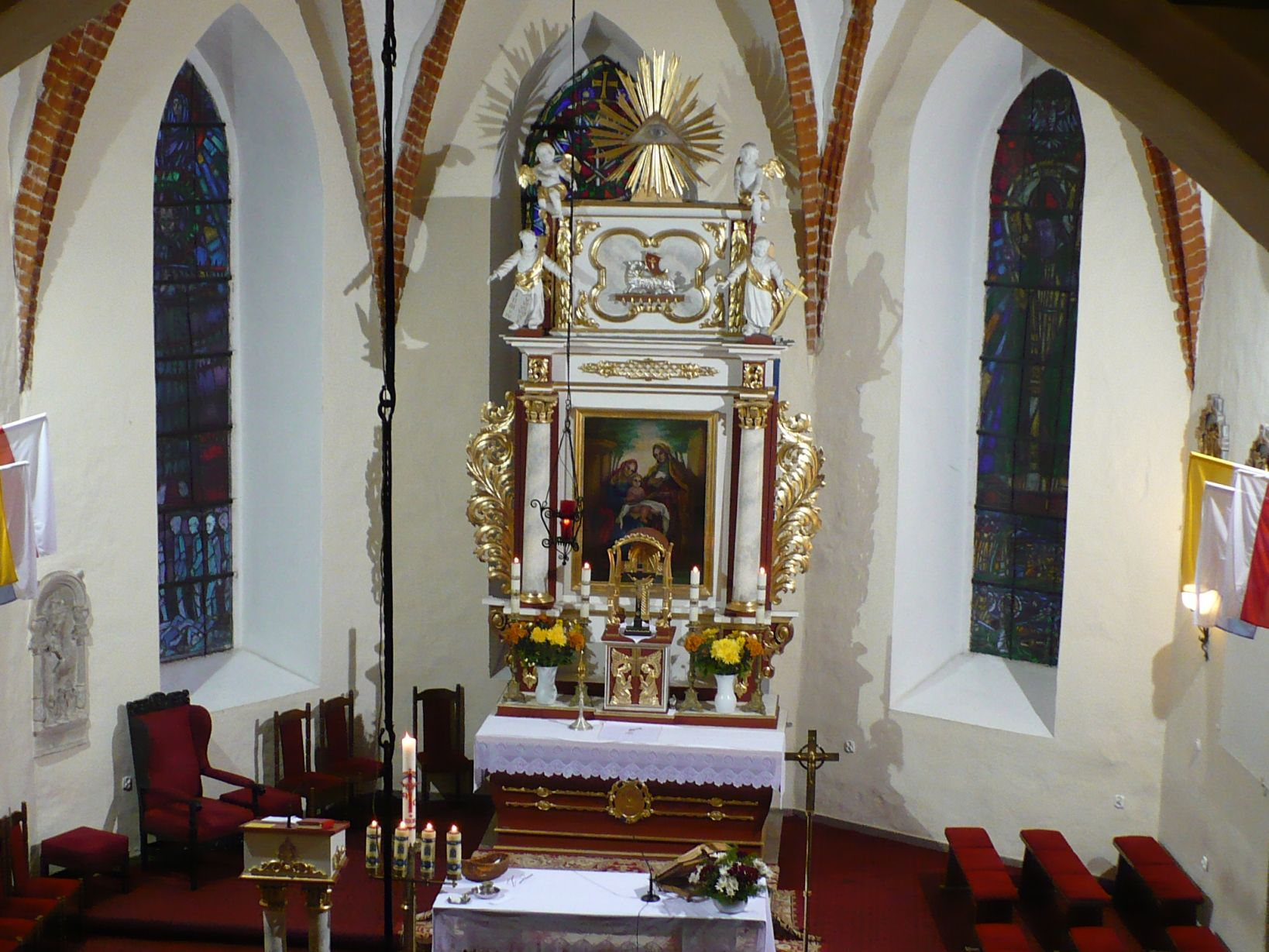
Wnętrze kościoła w Szczańcu, widok z drugiego poziomu chóru organowego